# بییابلینو
بییابلینو (به اسپانیایی: Villablino) یکی از دهستان‌های اسپانیا است که در استان لئون، اسپانیا واقع شده‌است.

## خصوصیات
بییابلینو ۲۲۸ کیلومترمربع مساحت و ۱۲٬۲۱۲ نفر جمعیت دارد.